# Spärrballong

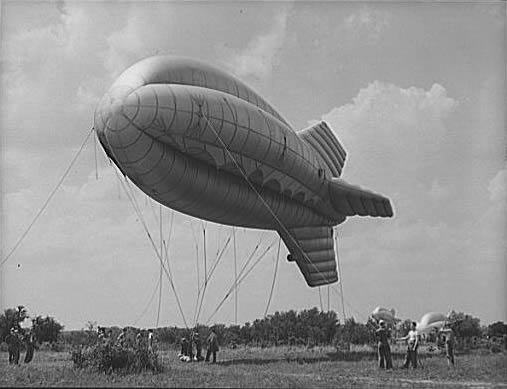
En spärrballong går upp. Fotografi från USA 1942.

En spärrballong är en obemannad, gasfylld ballong som förankras i marken med kraftiga rep eller vajrar för att flyga över exempelvis fartyg eller anläggningar i syfte att fungera som en form av luftförsvar. Lågtflygande fientligt flyg riskerar att flyga in i repen och skadas, och tvingas därför upp på hög höjd där det blir svårare att sikta för bombfällning samtidigt som det egna luftvärnet får bättre möjligheter att bekämpa fienden.

## Historik

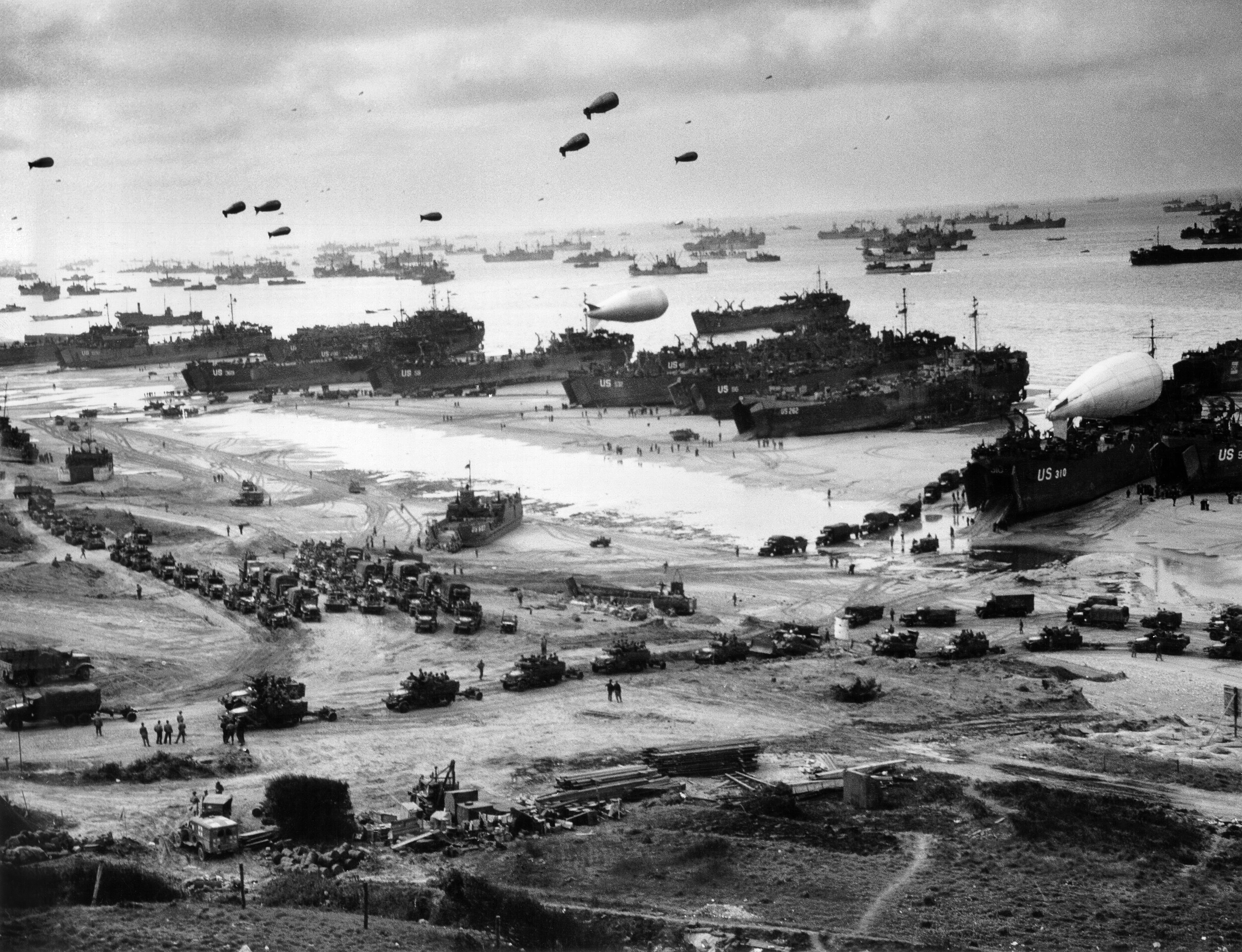
Spärrballonger ovanför de allierades landstigning i Normandie i juni år 1944.

### Användning under världskrigen
Spärrballonger började användas under första världskriget och användes med viss framgång under andra världskriget. Under Tysklands flygbombningar av Storbritannien åren 1940-1941 skickade man upp över 2000 spärrballonger i södra England och London. I Sverige förekom under andra världskriget spärrballonger över Karlskoga i Värmland för att skydda vapenindustrierna vid Bofors. Man använde tillvaratagna vinddrivna engelska spärrballonger. Ballongerna reparerades i lokaler på närbelägna Degerfors Järnverk. 

### Utfasningen av spärrballonger
Efter andra världskriget har inte spärrballonger använts i någon större omfattning, då modernt luftvärn klarar av att skjuta ner mål på låg höjd samtidigt som moderna typer av stridsflygplan kan släppa bomber och raketer på relativt långa avstånd utan att behöva passera luftrummet omedelbart ovanför målet. Ballongerna blir därmed en jämförelsevis dyr, manskapskrävande och oflexibel form av luftförsvar i förhållande till den nytta de gör. Under kalla kriget användes en del överblivna ballonger för atmosfäriska kärnvapenprovsprängningar. Under Iran–Irak-kriget i början på 1980-talet användes dock spärrballonger som luftförsvar över Bagdad.
I modern tid har man åter studerat möjligheten att använda spärrballonger, då som skydd mot främst helikoptrar. Efter terrorattentaten i USA år 2001 har det även föreslagits att åter ta spärrballonger i bruk som skydd mot liknande attacker med kapade flygplan mot känsliga mål såsom kärnkraftverk. Hittills har inga sådana förslag vunnit något utbrett stöd och ballongerna anses fortfarande vara relativt ineffektiva och kostsamma jämfört med andra säkerhetsåtgärder.